# Richard Suckle
Richard Scott Suckle (* 6. Januar 1969) ist ein US-amerikanischer Filmproduzent, der 2014 für einen Oscar nominiert wurde.

## Leben
Suckle studierte sowohl an der University of Chicago als auch an der New York University. Noch während seines Studiums startete er seine Karriere in der Unterhaltungsbranche am Broadway, wo er im Management von Gatchell & Neufeld Ltd. tätig war. Dort arbeitete er an Andrew Lloyd Webbers 1989 uraufgeführtem Musical Aspects of Love ebenso mit, wie an dem von Peter Shaffer der britischen Schauspielerin Maggie Smith gewidmeten Theaterstück Lettice & Lovage, für das Smith mit einem Tony Award ausgezeichnet wurde. Bald darauf schloss Suckle sich der Musikindustrie stärker an und arbeitete bei der PR-Firma Shore Fire Media, wo er auf einen der bekanntesten Jazztrompeter der Gegenwart, den Künstler Wynton Marsalis, sowie das Grammy-nominierte Popmusik-Duo Hall & Oates stieß. Nachdem er sein Studium im Jahr 1991 abgeschlossen hatte, zog Suckle nach Philadelphia und schloss sich dem Roven/Cavallo Entertainment an, aus dem 1993 die Produktionsfirma Atlas Entertainment hervorging, ein Unternehmen das zur Atlas Media Corp. zählt. Während seiner Zugehörigkeit zu Atlas Film entstanden Projekte wie beispielsweise Terry Gilliams 12 Monkeys (1995) und Dämon – Trau keiner Seele (1998) mit dem Oscar-Preisträger Denzel Washington, an denen Suckle als Associate Producer beteiligt war.
Bei der 2002 in die Kinos gekommenen Abenteuerkomödie Scooby-Doo zeichnete Suckle dann zusammen mit Charles Roven als Produzent verantwortlich. 2003 ging Suckle eine Partnerschaft mit Raja Gosnell ein, dem Regisseur von Scooby-Doo. Zusammen gründeten sie die Produktionsfirma R & R Entertainment.
2014 erhielt Suckle zusammen mit Charles Roven, Megan Ellison und Jonathan Gordon eine Oscar-Nominierung in der Kategorie „Bester Film“ für das Filmdrama American Hustle mit Christian Bale, Bradley Cooper und Amy Adams in den Hauptrollen.
Suckle ist verheiratet.

## Auszeichnungen
- 2003: Nominierung für die Goldene Himbeere mit Scooby-Doo
- 2004: Goldene Himbeere für Scooby Doo 2 – Die Monster sind los
- 2014: Oscarnominierung für American Hustle
- 2014: Nominierung für den BAFTA Award mit American Hustle
- 2014: Nominierung für den AFI Award mit American Hustle
- 2014: Nominierung für den PGA Award mit American Hustle

## Filmografie (Auswahl)
- 1998: Dämon – Trau keiner Seele (Fallen)
- 2002: Scooby-Doo
- 2004: Scooby Doo 2 – Die Monster sind los (Scooby Doo 2: Monsters Unleashed)
- 2005: Deine, meine & unsere (Yours, Mine and Ours)
- 2008: Extreme Movie
- 2009: The International
- 2013: American Hustle
- 2016: Suicide Squad
- 2017: Wonder Woman